# Хайнрих II (Насау-Байлщайн)
Вижте пояснителната страница за други личности с името Хайнрих II.
Хайнрих II фон Насау-Байлщайн (на немски: Heinrich II von Nassau-Beilstein; * 29 септември 1374; † малко след 12 октомври 1412) е от 1378/1380 г. до смъртта си граф на Насау-Байлщайн. Той управлява заедно с по-малкия си брат Райнхард (* 1377; † пр. 1414/18).

## Биография
Той е най-възрастният син на граф Хайнрих I фон Насау-Байлщайн (1323 – 1378/80) и съпругата му Мейна (Имагина) фон Вестербург († ок. 1380), дъщеря на Зигфрид II фон Вестербург († 1315) и Аделхайд фон Бургзолмс († 1332).
Хайнрих участва в управлението заедно с баща си и след неговата смърт получава замък Байлщайн. Той управлява графството заедно с брат си Райнхард, който получава замък Либеншайд. Хайнрих успява през 1380 г. да получи от Вилхелм II фон Юлих годишна рента от 50 златни гулдена от наследството на баба си Аделхайд фон Хайнсберг и Бланкенберг.
Хайнрих е погребан в катедралата на Майнц.

## Фамилия
Хайнрих II се жени преди 1383 г. за Катарина фон Рандерат († 1415), дъщеря на Арнолд II фон Рандерат-Ерпрат († 1390) и графиня Мария фон Сайн († сл. 1399). Двамата имат пет деца:
- Катарина († 1459), омъжена 1407 г. за граф Райнхард II фон Ханау († 1451)
- Йохан I († пр. 1473)
- Вилхелм († 18 април 1430), домпропст в Майнц
- Хайнрих III (пр. 1418 – 1477), първо духовник, след това съ-регент
- дъщеря († пр. 1430)